# En Hofintrige
En Hofintrige er en dansk stumfilm fra 1913, der er instrueret af August Blom efter manuskript af P. Wendlin.

## Handling
Denne artikel mangler et handlingsreferat. Hjælp os med at skrive det.

## Medvirkende
- Valdemar Psilander - Fyrst Balduin
- Gerd Egede-Nissen - Elsa
- Ebba Thomsen - Léonie
- Robert Schmidt - Ritmester Marner, adjudant
- Henny Lauritzen - Grevinde Lentelsbach
- Carl Lauritzen - Baron Medgaard
- Otto Lagoni
- Franz Skondrup
- Doris Langkilde